# (1301) Yvonne
(1301) Yvonne es un asteroide que forma parte del cinturón de asteroides y fue descubierto por Louis Boyer el 7 de marzo de 1934 desde el observatorio de Argel-Bouzaréah, Argelia.

## Designación y nombre
Yvonne fue designado al principio como 1934 EA.
Más tarde, se nombró en honor de una hermana del descubridor.

## Características orbitales
Yvonne orbita a una distancia media de 2,768 ua del Sol, pudiendo alejarse hasta 3,512 ua. Tiene una excentricidad de 0,2689 y una inclinación orbital de 34,04°. Emplea 1682 días en completar una órbita alrededor del Sol.